# Derek Temple
Derek William Temple (Liverpool, 13 novembre 1938) è un ex calciatore inglese, di ruolo attaccante.

## Carriera

### Club
Nato a Liverpool, si forma calcisticamente nell'Everton, con cui sigla il proprio debutto tra i professionisti il 30 marzo 1957, in un match contro il Newcastle Utd vinto 2-1. Al termine della stagione 1965-1966 vince il titolo di FA Cup battendo in finale lo Sheffield Weds. Complessivamente, in 10 stagioni passate al club, ottiene 272 presenze e 82 marcature.
Nell'estate del 1967 Temple viene ceduto per una cifra di 35.000 sterline al Preston N.E., con cui nell'arco di tre stagioni colleziona 76 presenze segnando 14 reti. Nel 1970 viene acquistato dal Wigan per 4.000 sterline, e al termine della stagione annuncia il proprio ritiro dal calcio giocato.

### Nazionale
Debutta ufficialmente con la nazionale inglese il 12 maggio 1965, in occasione di un'amichevole contro la Germania Ovest vinta 1-0.

## Palmarès

### Club

#### Competizioni nazionali
- Coppa d'Inghilterra: 1

Everton: 1965-1966